# Хишевичі (зупинний пункт)
Хише́вичі — пасажирський залізничний зупинний пункт Львівської дирекції Львівської залізниці.
Розташований біля села Хишевичі, Городоцький район Львівської області на лінії Оброшин — Самбір між станціями Коропуж (5 км) та Комарно (4 км).
Станом на травень 2019 року щодня п'ять пар електропотягів прямують за напрямком Львів — Сянки.